# Amminoacido
Gli amminoacidi sono una vasta categoria di molecole organiche che hanno sia il gruppo funzionale amminico ({\displaystyle {\ce {-NH2}}}), sia quello carbossilico ({\displaystyle {\ce {-COOH}}}). La parola amminoacido deriva dall'unione dei nomi di questi due gruppi funzionali. Siccome presentano contemporaneamente un gruppo acido (quello carbossilico) e un gruppo basico (quello amminico), sono definite molecole anfotere. In funzione del valore del pH dell'ambiente chimico in cui si trova la molecola, i due gruppi possono essere neutri o ionizzati. In condizioni fisiologiche, gli amminoacidi presentano il gruppo acido carico negativamente ({\displaystyle {\ce {-COO-}}}) e quello basico carico positivamente ({\displaystyle {\ce {-NH3+}}}): se l'amminoacido non ha altre cariche, allora prende il nome di zwitterione, in quanto la sua carica globale sarà neutra; se globalmente è carico positivamente sarà un catione, altrimenti un anione.
In biochimica, con il termine amminoacido ci si riferisce generalmente ad un piccolo sottogruppo di questi: gli L-α-amminoacidi, cioè amminoacidi i cui gruppi amminico e carbossilico sono legati allo stesso atomo di carbonio, chiamato α, e la cui configurazione è L (ovvero il gruppo amminico si trova a sinistra del carbonio α nella proiezione di Fischer della molecola). Gli L-α-amminoacidi che costituiscono la struttura primaria delle proteine sono 22; per questo motivo vengono definiti amminoacidi proteinogenici. Il legame covalente che unisce il gruppo {\displaystyle {\ce {-NH2}}} di un amminoacido con quello {\displaystyle {\ce {-COOH}}} di un altro amminoacido è definito legame peptidico o giunto peptidico. Le catene di amminoacidi sono indicate col termine di peptidi e possono contenere un numero molto variabile di unità: catene molto corte vengono chiamate dipeptidi o tripeptidi (se composti rispettivamente da 2 o 3 amminoacidi), catene di medie dimensioni vengono definite oligopeptidi, catene molto lunghe polipeptidi.
Gli amminoacidi non proteinogenici invece, sono tutti gli amminoacidi non coinvolti nella struttura delle proteine. Questi rappresentano il gruppo più numeroso di amminoacidi e se ne possono identificare migliaia.

## Storia
Il primo amminoacido venne scoperto nel 1806, quando i chimici francesi Louis-Nicolas Vauquelin e Pierre Jean Robiquet isolarono un composto dagli asparagi: l'asparagina. Nel 1810 invece, si scoprì la cistina, una molecola composta da due amminoacidi legati assieme. La cistina fu quindi il primo amminoacido non proteinogenico scoperto, mentre la cisteina, l'amminoacido che compone la cistina, venne scoperta solo nel 1884. Nel 1935 venne scoperto da William Cumming Rose l'ultimo amminoacido proteinogenico: la treonina. Rose classificò anche gli amminoacidi in essenziali e non, stabilendo il loro fabbisogno giornaliero minimo.
In passato non si sapeva che gli amminoacidi fossero i componenti delle proteine. Fu nel 1902 che Emil Fischer propose la sua teoria, poi rilevatasi corretta, che le proteine fossero formate da molti amminoacidi legati tra loro e con il gruppo amminico di un amminoacido unito al gruppo carbossilico di un altro, dando luogo a una struttura lineare a catena che Fischer chiamava "peptide".

## Struttura
Affinché una molecola possa essere definita amminoacido, deve avere almeno un gruppo funzionale derivato dalle ammine ({\displaystyle {\ce {-NH2}}}) e uno derivato dagli acidi carbossilici ({\displaystyle {\ce {-COOH}}}). Questo non esclude la presenza di più gruppi amminici o di più gruppi carbossilici, come ad esempio accade nella molecola di asparagina o di acido glutammico. In base a questa proprietà, gli amminoacidi sono dunque sostanze anfotere.
Il primo atomo di carbonio legato al gruppo carbossilico viene convenzionalmente chiamato α, il secondo β, il terzo γ e così via. Qualora il gruppo amminico sia legato al carbonio-α, l'amminoacido apparterrà alla sottocategoria degli α-amminoacidi, se invece il gruppo amminico è legato al Cβ, si identificheranno i β-amminoacidi e così via per ogni carbonio. Spesso, legati ai carboni della catena principale Cα-Cβ-Cγ-ecc., ci possono essere sostituenti generici ({\displaystyle {\ce {-R}}}) di varia natura.

### Dissociazione
In soluzione acquosa, gli amminoacidi tendono a dissociarsi a livello dei loro gruppi amminici e carbossilici. A seconda dell'acidità della soluzione, la dissociazione può produrre molecole cariche positivamente, negativamente o neutre con cariche delocalizzate che complessivamente si bilanciano.
Ciò accade perché a pH acidi, dunque quando la soluzione abbonda di protoni, i gruppi come {\displaystyle {\ce {-NH2}}} si associano a questi protoni, formando {\displaystyle {\ce {-NH3+}}}. A pH basici invece, i gruppi come {\displaystyle {\ce {-COOH}}} si dissociano in {\displaystyle {\ce {-COO-}}}. Ne consegue che a pH neutri, come quelli del sangue (7,4) o dell'acqua pura (7), molti degli amminoacidi si trovano con cariche positive e negative che complessivamente si bilanciano. Questa struttura molecolare è definita zwitterione.
Non sempre la forma zwitterionica si ottiene raggiungendo pH neutri. Per gli amminoacidi che hanno più gruppi basici o acidi, la forma zwitterionica è raggiunta a pH non neutri. Ad esempio l'acido glutammico, che ha un gruppo carbossilico in più all'estremità della catena laterale {\displaystyle {\ce {-R}}}, raggiunge la sua forma zwitterionica a pH 3, dunque in ambiente acido.
Il valore esatto di pH per il quale un composto esiste sotto forma zwitterionica è definito punto isoelettrico e dipende dalla costante di dissociazione acida e basica dei vari gruppi presenti nella molecola.

### Catena laterale
La catena laterale di un amminoacido viene convenzionalmente chiamata gruppo R, questo perché in chimica organica il sostituente {\displaystyle {\ce {-R}}} indica un generico sostituente che è di natura alchilica o che inizia come tale e che poi può contenere altri gruppi funzionali. In questo modo, la definizione di catena laterale degli amminoacidi acquisisce un senso ampio, in quanto comprende una vasta gamma di gruppi chimici.
In funzione delle proprietà chimiche del gruppo R, un amminoacido viene classificato come acido, basico, idrofilo o idrofobo. Esempi di catene laterali acide sono quelle degli amminoacidi acido aspartico e acido glutammico, mentre esempi di gruppi R basici sono quelli di asparagina e lisina.
La catena laterale assume un ruolo fondamentale nelle interazioni tra amminoacidi. Quando questi si legano assieme, possono anche formare catene molto lunghe definite proteine. Le proteine hanno quindi una struttura lineare di base, definita struttura primaria. Tridimensionalmente però, le proteine non assomigliano a catene lineari, questo perché ripiegano la loro struttura primaria fino a formare gomitoli e filamenti. Il ripiegamento tridimensionale delle proteine è guidato dalle proprietà chimiche delle catene laterali. Se il loro ingombro sterico non lo permette, la proteina non si ripiegherà come previsto e non funzionerà. Così accade anche se la loro idrofobicità, la loro acidità o la loro basicità non lo permette.

### Isomeria

Proiezione bidimensionale di un α-amminoacido

Quando un atomo di carbonio porta legati 4 differenti gruppi funzionali ({\displaystyle {\ce {-NH2}}}, {\displaystyle {\ce {-COOH}}}, {\displaystyle {\ce {-R}}} e un atomo di idrogeno) viene definito elemento stereogenico, ossia elemento in grado di generare stereoisomeri. Quando ciò accade la molecola può essere identificata come L-amminoacido o D-amminoacido. Se i 4 gruppi funzionali sono legati al Cα, si parlerà di L-α-amminoacidi. Essi sono gli amminoacidi che compongono tutte le proteine degli esseri viventi e per tale motivo vengono definiti amminoacidi proteinogenici. Gli D-α-amminoacidi possono talvolta entrare a far parte delle glicoproteine di alcuni esseri viventi, come accade nei procarioti, ma generalmente hanno funzioni differenti e per tale motivo rientrano nel grande gruppo di amminoacidi non proteinogenici.
Talvolta capita che gli amminoacidi abbiano più stereocentri, come ad esempio accade per la cistina e la cistationina. In questi casi si utilizza il sistema di nomenclatura assoluta R/S (che riguarda i singoli atomi), preferendolo al sistema di Fischer-Rosanoff (D/L).
La glicina invece, rappresenta un'eccezione tra gli amminoacidi proteinogenici in quanto priva di stereocentri, è dunque l'unico amminoacido proteinogenico non chirale.

## Proprietà chimico-fisiche

### Amminoacidi proteinogenici
I 22 amminoacidi che prendono parte alla sintesi proteica hanno tutti una struttura simile:
- Hanno il gruppo amminico, il gruppo carbossilico, il gruppo R e un atomo di idrogeno sul Cα;
- Il Cα è uno stereocentro in configurazione L;
- Il gruppo amminico è derivato da un'ammina primaria.

A queste regole strutturali, la glicina e la prolina fanno eccezione: la glicina non ha uno stereocentro al Cα, la prolina è un'ammina secondaria.
Di seguito sono riassunte le principali proprietà chimico-fisiche degli L-α-amminoacidi proteinogenici:
| Abbreviazione | Abbreviazione | Nome completo    | Struttura     | Catena laterale | Catena laterale | Indice idrofobico | Peso molecolare | Punto isoelettrico | Costante di dissociazione     | Costante di dissociazione    | Costante di dissociazione  | Frequenza nelle proteine (%) |
| 1 lettera     | 3 lettere     | Nome completo    | Struttura     | Tipo            | Polarità        | Indice idrofobico | Peso molecolare | Punto isoelettrico | {\displaystyle {\ce {-COOH}}} | {\displaystyle {\ce {-NH2}}} | {\displaystyle {\ce {-R}}} | Frequenza nelle proteine (%) |
| A             | Ala           | Alanina          | senza cornice | Alifatica       | Apolare         | 1,8               | 89,09404        | 6,11               | 2,35                          | 9,87                         | -                          | 8,76                         |
| C             | Cys           | Cisteina         | senza cornice | Tiolica         | Acida           | 2,5               | 121,15404       | 5,05               | 1,92                          | 10,70                        | 8,37                       | 1,38                         |
| D             | Asp           | Acido aspartico  | senza cornice | Anionica        | Acida           | -3,5              | 133,10384       | 2,85               | 1,99                          | 9,90                         | 3,90                       | 5,49                         |
| E             | Glu           | Acido glutammico | senza cornice | Anionica        | Acida           | -3,5              | 147,13074       | 3,15               | 2,10                          | 9,47                         | 4,07                       | 6,32                         |
| F             | Phe           | Fenilalanina     | senza cornice | Aromatica       | Apolare         | 2,8               | 165,19184       | 5,49               | 2,20                          | 9,31                         | -                          | 3,87                         |
| G             | Gly           | Glicina          | senza cornice | Alifatica       | Apolare         | -0,4              | 75,06714        | 6,06               | 2,35                          | 9,78                         | -                          | 7,03                         |
| H             | His           | Istidina         | senza cornice | Aromatica       | Acida e basica  | -3,2              | 155,15634       | 7,60               | 1,80                          | 9,33                         | 6,04                       | 2,26                         |
| I             | Ile           | Isoleucina       | senza cornice | Alifatica       | Apolare         | 4,5               | 131,17464       | 6,05               | 2,32                          | 9,76                         | -                          | 5,49                         |
| K             | Lys           | Lisina           | senza cornice | Cationica       | Basica          | -3,9              | 146,18934       | 9,60               | 2,16                          | 9,06                         | 10,54                      | 5,19                         |
| L             | Leu           | Leucina          | senza cornice | Alifatica       | Apolare         | 3,8               | 131,17464       | 6,01               | 2,33                          | 9,74                         | -                          | 9,68                         |
| M             | Met           | Metionina        | senza cornice | Tioeterica      | Apolare         | 1,9               | 149,20784       | 5,74               | 2,13                          | 9,28                         | -                          | 2,32                         |
| N             | Asn           | Asparagina       | senza cornice | Ammidica        | Polare          | -3,5              | 132,11904       | 5,41               | 2,14                          | 8,72                         |                            | 3,93                         |
| O             | Pyl           | Pirrolisina      | senza cornice | Ammidica        | Polare          |                   | 255,313         |                    |                               |                              |                            |                              |
| P             | Pro           | Prolina          | senza cornice | Ciclica         | Apolare         | -1,6              | 115,13194       | 6,30               | 1,95                          | 10,64                        | -                          | 5,02                         |
| Q             | Gln           | Glutammina       | senza cornice | Ammidica        | Polare          | -3,5              | 146,14594       | 5,65               | 2,17                          | 9,13                         |                            | 3,90                         |
| R             | Arg           | Arginina         | senza cornice | Cationica       | Basica          | -4,5              | 174,20274       | 10,76              | 1,82                          | 8,99                         | 12,48                      | 5,78                         |
| S             | Ser           | Serina           | senza cornice | Idrossilica     | Polare          | -0,8              | 105,09344       | 5,68               | 2,19                          | 9,21                         |                            | 7,14                         |
| T             | Thr           | Treonina         | senza cornice | Idrossilica     | Polare          | -0,7              | 119,12034       | 5,60               | 2,09                          | 9,10                         |                            | 5,53                         |
| U             | Sec           | Selenocisteina   | senza cornice | Selenica        | Polare          |                   | 168,064         |                    |                               |                              |                            |                              |
| V             | Val           | Valina           | senza cornice | Alifatica       | Apolare         | 4,2               | 117,14784       | 6,00               | 2,39                          | 9,74                         | -                          | 6,73                         |
| W             | Trp           | Triptofano       | senza cornice | Aromatica       | Apolare         | -0,9              | 204,22844       | 5,89               | 2,46                          | 9,41                         | -                          | 1,25                         |
| Y             | Tyr           | Tirosina         | senza cornice | Aromatica       | Polare          | -1,3              | 181,19124       | 5,64               | 2,20                          | 9,21                         | 10,46                      | 2,91                         |

### Amminoacidi non proteinogenici
Gli amminoacidi non proteinogenici sono definiti come tutti gli amminoacidi che non prendono parte alla sintesi proteica. A seconda della molecola considerata le proprietà chimico-fisiche possono variare di molto.

## Utilizzi

### In natura

Struttura primaria di una proteina

La funzione principale degli L-α-amminoacidi è quella di essere i costituenti fondamentali delle proteine. La struttura primaria di una proteina, ovvero la sua struttura lineare, è composta da una catena di amminoacidi uniti da legami covalenti. Il numero di amminoacidi che possono comporre una proteina è molto variabile: l'insulina ad esempio, è composta da due catene di 21 e 30 amminoacidi, per un totale di 51, la titina invece è composta da circa 27.000 amminoacidi, che possono diventare 33000 a seconda dell'isoforma considerata. Quest'enorme variabilità rispecchia l'enorme numero di possibili proteine che si trovano in natura.
Un'altra funzione degli L-α-amminoacidi è quella di agire come neurotrasmettitori: l'acido glutammico ad esempio, è il principale neurotrasmettitore eccitatorio del sistema nervoso centrale. La glicina invece, è un neurotrasmettitore inibitorio del sistema nervoso.
Alcuni amminoacidi non proteinogenici sembrano essere inclusi nelle strutture proteiche. Ciò accade perché gli L-α-amminoacidi possono venire modificati dopo la loro inclusione nelle proteine. Un esempio è l'idrossiprolina, derivata dalla prolina, che è un componente importante del collagene. Allo stesso modo, in alcune proteine dei procarioti, avviene l'inclusione degli D-α-amminoacidi. La D-alanina ad esempio, è un componente fondamentale del peptidoglicano, la glicoproteina che riveste alcuni batteri.
Gli D-α-amminoacidi agiscono anche come antibiotici e come neuromodulatori a livello cerebrale. Ad esempio, nel cervello dei mammiferi, la D-serina agisce come co-agonista dei recettori NMDA. Lo stesso acido N-metil-D-aspartico (NMDA), la molecola che si lega ai recettori appena citati, è un D-α-amminoacido modificato.
Il GABA, un γ-amminoacido, è il principale neurotrasmettitore inibitore del sistema nervoso. Gli amminoacidi non proteinogenici si trovano spesso come intermedi delle vie metaboliche; ad esempio la carnitina, un amminoacido il cui gruppo amminico è derivato dall'ammonio, è usata nel trasporto dei lipidi. L'ornitina e la citrullina sono intermedi del ciclo dell'urea. La β-alanina, un β-amminoacido, è usato dalle piante per la sintesi dell'acido pantotenico (vitamina B5). Alcuni aminoacidi non proteinogenici sono usati dalle piante come difese contro gli erbivori. Ad esempio la canavanina, che abbonda in molti legumi, è il motivo per cui questi debbano essere opportunamente cotti prima di essere mangiati.

### Nell'industria
L'uso principale che si fa degli amminoacidi in campo industriale è come additivi nella produzione di mangimi per l'alimentazione animale. Questo accade perché spesso, i componenti dei mangimi come la soia o il mais hanno bassi livelli o mancano di alcuni amminoacidi essenziali. In questo settore, gli amminoacidi vengono utilizzati anche per chelare gli ioni metallici al fine di migliorarne l'assorbimento.
Nell'industria alimentare umana si utilizza l'acido glutammico come esaltatore di sapidità e l'aspartame come dolcificante artificiale a basso contenuto calorico. Una tecnologia simile a quella utilizzata per l'alimentazione animale è impiegata nell'industria della nutrizione umana per alleviare i sintomi delle carenze minerali, come l'anemia, migliorando l'assorbimento dei minerali e riducendo gli effetti collaterali negativi dell'integrazione di minerali inorganici.
La capacità chelante degli aminoacidi è stata utilizzata nei fertilizzanti per l'agricoltura per facilitare la consegna di minerali alle piante al fine di correggere le carenze minerali, come la clorosi ferrosa. Questi fertilizzanti vengono utilizzati anche per prevenire il verificarsi di carenze e per migliorare la salute generale delle piante.
Nell'industria farmaceutica vengono utilizzati alcuni amminoacidi o molecole derivate da essi. Il 5-idrossitriptofano è utilizzato per il trattamento sperimentale della depressione, l'L-DOPA per il trattamento del Parkinson e l'eflornitina per l'inibizione dell'enzima ornitina decarbossilasi e nel trattamento della malattia del sonno.

### Nella ricerca
Dal 2001, 40 amminoacidi non proteinogenici sono stati aggiunti alle proteine creando un codone unico ricodificante e una corrispondente coppia transfer-RNA:amminoacil – tRNA-sintetasi per codificarla con diverse proprietà fisico-chimiche e biologiche, in modo da essere utilizzata come uno strumento per esplorare la struttura e la funzione delle proteine o per creare proteine nuove o migliorate.
Gli amminoacidi sono stati considerati come componenti di polimeri biodegradabili, che hanno applicazioni come imballaggi ecologici, e in medicina nella somministrazione di farmaci e nella costruzione di impianti protesici. Un esempio interessante di tali materiali è il poliaspartato, un polimero biodegradabile solubile in acqua che può avere applicazioni nei pannolini usa e getta e nell'agricoltura. Grazie alla sua solubilità e alla capacità di chelare gli ioni metallici, il poliaspartato viene utilizzato anche come agente anticalcare biodegradabile e inibitore di corrosione. Inoltre, l'amminoacido aromatico tirosina è stato considerato un possibile sostituto di fenoli come il bisfenolo A nella produzione di policarbonati.

## Sintesi

### Biosintesi degli amminoacidi proteinogenici

#### Nell'uomo
Dei 22 amminoacidi proteinogenici, 9 sono definiti essenziali per l'uomo, in quanto non possono essere prodotti partendo da altri composti dal corpo umano e quindi devono essere assunti come cibo. Questi 9 amminoacidi (fenilalanina, isoleucina, istidina, leucina, lisina, metionina, treonina, triptofano e valina), ritenuti essenziali per la sopravvivenza umana, non lo sono per piante o procarioti, che possiedono differenti vie di biosintesi. Gli altri 13 amminoacidi non essenziali per l'uomo vengono sintetizzati attraverso vie metaboliche specifiche.

#### Nelle piante
Nelle piante, l'azoto viene prima assimilato in composti organici sotto forma di glutammato, formandosi da alfa-chetoglutarato e ammoniaca nel mitocondrio. Per altri amminoacidi, le piante usano le transaminasi per spostare il gruppo amminico dal glutammato a un altro alfa-chetoacido. Ad esempio, l'aspartato aminotransferasi converte il glutammato e l'ossalacetato in alfa-chetoglutarato e aspartato. Anche altri organismi usano le transaminasi per la sintesi degli aminoacidi.

#### Nei procarioti
L'amminoacido pirrolisina è utilizzato esclusivamente dai procarioti, che lo producono attraverso una reazione tra due molecole di L-lisina. Una molecola di lisina viene prima convertita in (3R)-3-metil-D-ornitina, che viene poi legata a una seconda lisina. Un gruppo amminico viene eliminato, seguito da ciclizzazione e disidratazione per produrre L-pirrolisina.

### Biosintesi degli amminoacidi non proteinogenici
Gli amminoacidi non standard si formano solitamente attraverso modifiche agli amminoacidi standard. Ad esempio, l'omocisteina si forma attraverso la via della transsolforazione o dalla demetilazione della metionina attraverso il metabolita intermedio S-adenosilmetionina, mentre l'idrossiprolina è prodotta da una modifica post-traduzionale della prolina. I microrganismi e le piante sintetizzano molti aminoacidi non comuni. Ad esempio, alcuni microbi producono acido 2-aminoisobutirrico e lantionina, che è un derivato dell'alanina a ponte sul solfuro. Entrambi questi amminoacidi si trovano nei lantibiotici peptidici come l'alameticina. Tuttavia, nelle piante, l'acido 1-aminociclopropano-1-carbossilico è un piccolo amminoacido ciclico disostituito intermedio nella produzione dell'ormone vegetale etilene.

### Sintesi chimica degli amminoacidi proteinogenici
La produzione commerciale di amminoacidi di solito si basa su batteri mutanti che producono in eccesso i singoli amminoacidi utilizzando il glucosio come fonte di carbonio. Alcuni amminoacidi sono prodotti da conversioni enzimatiche di intermedi sintetici. L'acido 2-aminotiazolino-4-carbossilico è un intermedio in una sintesi industriale della L-cisteina, ad esempio. L'acido aspartico è prodotto dall'aggiunta di ammoniaca al fumarato usando una liasi.

### Sintesi chimica degli amminoacidi non proteinogenici
In laboratorio, la maggior parte degli amminoacidi non proteinogenici viene prodotta attraverso sintesi di Strecker o amminazione riduttiva su derivati della condensazione di Claisen. Un'ulteriore via di sintesi è la sintesi asimmetrica, mediante reattivo di Corey, su α-chetoesteri. A differenza dei precedenti metodi, la sintesi asimmetrica è enantioselettiva, cioè permette di ottenere D-amminoacidi o L-amminoacidi in maniera controllata.

## Reazioni

### Il codice genetico
Diversi studi evolutivi indipendenti hanno suggerito che Gly, Ala, Asp, Val, Ser, Pro, Glu, Leu, Thr possono appartenere a un gruppo di aminoacidi che costituivano il codice genetico iniziale, mentre Cys, Met, Tyr, Trp, His, Phe potrebbe appartenere a un gruppo di amminoacidi che costituirono successive aggiunte del codice genetico.
Il codice genetico è quell'insieme di regole che associano l'informazione genetica alla struttura primaria di una proteina: la sequenza di basi azotate presenti sul DNA si ripercuote grazie al codice genetico sulla sequenza di amminoacidi delle proteine. Siccome gli amminoacidi proteinogenici sono 22, e solo 4 le basi azotate, il codice genetico deve trovare un metodo per associare le basi azotate agli amminoacidi:
1. Se associasse ad ogni base un amminoacido non ci sarebbero abbastanza combinazioni (A, T, C, G) per coprire tutti e 22 gli amminoacidi (41 = 4);
2. Se associasse ad ogni gruppo di 2 basi un amminoacido non ci sarebbero abbastanza combinazioni (AA, AT, AG, AC, TA, TT, ecc.) per coprire tutti e 22 gli amminoacidi (42 = 16);
3. Se associasse ad ogni gruppo di 3 basi un amminoacido ci sarebbero abbastanza combinazioni (AAA, AAT, AAC, AAG, ecc.) per coprire tutti e 22 gli amminoacidi (43 = 64). In questo caso, le triplette di basi azotate in eccesso sarebbero associate agli stessi amminoacidi, creando così una ridondanza: meccanismo di difesa contro le mutazioni genetiche.

Quello che è accaduto in natura è la terza ipotesi.

### La sintesi proteica
Gli amminoacidi sono gli elementi costitutivi delle proteine. Il processo che li lega in una catena lineare breve o lunga che sia, si chiama sintesi proteica e si compone di diverse fasi dal punto di vista degli amminoacidi.

#### Formazione del complesso tRNA-amminoacile
L'RNA transfer si lega ad un amminoacido attraverso una reazione catalizzata da un enzima. Ogni amminoacido ha il suo RNA transfer e il suo enzima che lo lega a quest'ultimo che appartiene alla categoria tRNA sintetasi.

#### Formazione del complesso tRNA-amminoacile-mRNA
Sul ribosoma, quando passa l'RNA messaggero, il complesso tRNA-amminoacile precedentemente sintetizzato viene richiamato e si lega al mRNA in corrispondenza delle 3 basi azotate del codice genetico. Queste 3 basi, che sull'RNA messaggero si chiamano codoni, sull'RNA transfer si chiamano anticodoni.

#### Formazione del legame peptidico
Quando il ribosoma si sposta, richiama un secondo tRNA-amminoacile, che si posiziona adiacentemente al primo. Dunque i due amminoacidi si trovano molto vicini e una porzione del ribosoma li unisce con una reazione di condensazione. A seconda della lunghezza della catena, si identificano brevi catene polimeriche chiamate peptidi o catene più lunghe chiamate polipeptidi o proteine. Queste catene sono lineari e non ramificate, con ciascun residuo di amminoacido all'interno della catena attaccato a due amminoacidi vicini.
```
H
2
N-CH-COOH  +  H
2
N-CH-COOH  →  H
2
N-CH-CO
-
NH-CH-COOH   +   H
2
O
    |               |                 |        |
    R               R'                R        R'
```

Il legame covalente che unisce i due amminoacidi, evidenziato in rosso, prende anche il nome in biochimica di "legame peptidico" o "giunto peptidico". Si noti come l'unione di due o più amminoacidi lasci alle due estremità della catena altri due gruppi liberi, che possono ulteriormente reagire legandosi ad altri amminoacidi (reazioni di questo genere rientrano nella classe più generale delle polimerizzazioni per condensazione). Una catena di più amminoacidi legati attraverso legami peptidici prende il nome generico di polipeptide o di oligopeptide se il numero di amminoacidi coinvolti è limitato; uno o più polipeptidi, a volte accompagnati da altre strutture ausiliarie o ioni dette cofattori o gruppi prostetici, costituiscono una proteina.
Gli amminoacidi che compaiono nelle proteine di tutti gli organismi viventi sono 20 (anche se evidenze recenti suggeriscono che questo numero potrebbe aumentare fino a 23, vedi più sotto) e sono sotto il controllo genetico, nel senso che l'informazione del tipo e della posizione di un amminoacido in una proteina è codificata nel DNA. Talvolta, nelle proteine compaiono anche altri amminoacidi, più rari, detti occasionali che vengono prodotti per modifiche chimiche successive alla biosintesi della proteina, che avviene sul ribosoma.
In natura sono stati finora scoperti oltre 500 amminoacidi diversi che non fanno parte di proteine e svolgono ruoli biologici diversi. Alcuni sono stati addirittura trovati nelle meteoriti, soprattutto in quelle del tipo carbonaceo. In quella caduta su Murchison il 28 settembre 1969, ne vennero individuati 74 tipi differenti, di cui 8 presenti nelle proteine. Piante e batteri sono in grado di biosintetizzare amminoacidi particolari, che possono essere trovati, per esempio, negli antibiotici peptidici, ad esempio la nisina e l'alameticina. La lantionina è un solfuro dimero dell'alanina che si trova insieme ad amminoacidi insaturi nei lantibiotici, ovvero antibiotici peptidici di origine batterica. L'acido 1-amminociclopropan-1-carbossilico (ACC) è un semplice amminoacido ciclico disostituito che funge da intermedio nella sintesi dell'etilene, che per gli organismi vegetali è un ormone.
Oltre a quelli coinvolti nella biosintesi delle proteine, vi sono amminoacidi che svolgono importanti funzioni biologiche quali la glicina, l'acido γ-amminobutirrico (GABA, un γ amminoacido) e l'acido glutammico (tre neurotrasmettitori), la carnitina (coinvolta nel trasporto dei lipidi all'interno della cellula), l'ornitina, la citrullina, l'omocisteina, l'idrossiprolina, l'idrossilisina e la sarcosina.
Dei venti amminoacidi proteici, alcuni sono definiti "essenziali". Un amminoacido è definito essenziale se all'interno dell'organismo non sono presenti le strutture (enzimi, proteine di sintesi) necessarie a biosintetizzarlo; è perciò necessario che questo amminoacido venga introdotto con la dieta. Gli amminoacidi essenziali sono la lisina, la leucina, l'isoleucina, la metionina, la fenilalanina, la treonina, il triptofano, la valina e l'istidina. Riguardo all'istidina, è importante precisarne l'essenzialità: l'istidina è un amminoacido essenziale durante tutta la vita, ma durante l'età adulta il fabbisogno non è molto rilevante, poiché l'organismo riesce a conservarla in modo particolarmente efficiente, riducendone la richiesta biologica. Nei bambini e nelle donne in gravidanza la richiesta di istidina invece è molto più alta perché questo meccanismo non si è ancora sviluppato.
Esistono poi amminoacidi condizionatamente essenziali, ossia che devono essere assunti con la dieta solo in alcuni periodi della vita o a causa di alcune patologie. Di questo gruppo fanno parte l'arginina (è sintetizzata dall'organismo come derivato del glutammato prodotto nel Ciclo di Krebs, ma nelle donne in gravidanza e nei bambini la sua produzione non è sufficiente a coprire il fabbisogno dell'organismo, perciò deve essere assunta con la dieta), la tirosina (è prodotta a partire dall'amminoacido essenziale fenilalanina, perciò è necessario assumere quest'ultima con la dieta per sintetizzarla; inoltre non sono infrequenti i casi di fenilchetonuria, una patologia che descrive l'incapacità dell'organismo di metabolizzare la fenilalanina, che perciò non è trasformata in tirosina e si accumula provocando gravi danni all'organismo), e la cisteina (per la sua sintesi, derivata dalla glicolisi, è necessario il contributo della metionina, un altro amminoacido essenziale, perché rende possibile la presenza del gruppo sulfidrilico della cisteina). Va infine precisato che il concetto di essenzialità varia a seconda degli organismi.
Una nota particolare meritano due amminoacidi, detti occasionali,: la selenocisteina, corrispondente a un codone UGA che normalmente è un codone di interruzione, e la pirrolisina, presente negli enzimi di alcuni batteri metanogeni coinvolti nel processo di generazione del metano, corrispondente a un codone UAG. La scoperta del primo, nel 1986, venne interpretata dalla comunità scientifica come un fenomeno marginale e ristretto. Tuttavia, dopo la scoperta del secondo amminoacido extra, nel 2004, la comunità scientifica internazionale sta rivedendo le sue posizioni, e si è aperta la caccia ad altri amminoacidi extra.

### Reazione di protonazione/deprotonazione
Dal valore del pKa dei gruppi amminico e carbossilico e alcuni gruppi laterali, e quindi dalla posizione dei relativi equilibri acido/base, si possono ricavare informazioni sulla carica parziale nei differenti valori di pH; in una soluzione neutra:
- Il gruppo carbossilico è preferibilmente carico negativo.
- Il gruppo amminico è preferibilmente carico positivo.
- Il gruppo R dell'aspartato e glutammato è preferibilmente carico negativamente.
- Il gruppo R della lisina e arginina è a pH 7 preferibilmente carico positivamente.
- Il gruppo R della tirosina è per lo più neutro.
- Il gruppo R dell'istidina ha il 10% di probabilità di essere carico positivo a pH 7, ma la probabilità aumenta fino al 50% in soluzioni a pH 6. Per questo l'istidina è molto sensibile alle variazioni di pH nell'intervallo fisiologico.